# Villarodin-Bourget
Villarodin-Bourget is een gemeente in het Franse departement Savoie (regio Auvergne-Rhône-Alpes) en telt 501 inwoners (1999). De plaats maakt deel uit van het arrondissement Saint-Jean-de-Maurienne.

## Geografie
De oppervlakte van Villarodin-Bourget bedraagt 32,1 km², de bevolkingsdichtheid is 15,6 inwoners per km².
De onderstaande kaart toont de ligging van Villarodin-Bourget met de belangrijkste infrastructuur en aangrenzende gemeenten.

## Demografie
Onderstaande figuur toont het verloop van het inwonertal (bron: INSEE-tellingen).